# Čínština
Čínština, neboli čínské jazyky (汉语 / 漢語; Chan-jü nebo 中文; Čung-wen), je skupina příbuzných, ale v mnoha případech pro jejich mluvčí vzájemně nesrozumitelných jazyků, které patří do sinotibetské jazykové rodiny. Přestože jsou svými mluvčími často označovány za pouhé dialekty, jsou tyto jazyky ve skutečnosti velice rozmanité. Čínština tvoří jednu ze dvou větví sinotibetských jazyků; tou druhou jsou tibetobarmské jazyky. Všechny čínské jazyky jsou tónové a analytické. V závislosti na klasifikačním systému se v rámci čínštiny rozeznává 7–13 hlavních skupin. Zdaleka nejpočetnější skupinou jsou severočínské dialekty, které mají cca 960 milionů rodilých mluvčích; následuje jazyk Wu s 80 miliony mluvčími. Důležitá je kantonština, která se používá v jihočínských velkoměstech Kanton a Šen-čen, v jejich okolí a také ve zvláštních správních oblastech Hongkong a Macao.
Čínština je nejpočetnější rodný jazyk na světě. Čínštinu používá jako mateřský jazyk kolem 1,2 miliardy lidí, což je 16 % světové populace. Čínsky mluví především Chanové, ale i jiné etnické skupiny v Číně a na Tchaj-wanu. Významným jazykem je také v Singapuru, Malajsii a početných čínských komunitách v jiných zemích na všech kontinentech.
Standardizovanou a spisovnou formou čínštiny je standardní čínština neboli mandarínština/mandarínská čínština (v kontinentální Číně známá jako 普通话; pchu-tchung-chua, na Tchaj-wanu jako 國語; kuo-jü), která je založena na pekingském nářečí, které patří do širší skupiny severočínských dialektů. Zapisuje se pomocí čínských znaků, což jsou logogramy, takže problém jim porozumět nemají ani mluvčí vzájemně nesrozumitelných čínských jazyků. Standardní čínština je úředním jazykem v Čínské lidové republice (ČLR), na Tchaj-wanu a je jedním ze čtyř úředních jazyků Singapuru. Je také jedním z šesti jednacích jazyků Organizace spojených národů (OSN).

## Formy
V českém jazykovém prostředí odkazuje pojem „čínština“ nejčastěji na současnou standardní čínštinu (TZ: 現代標準漢語 ZZ: 现代标准汉语 pinyin: Xiàndài biāozhǔn Hànyǔ, český přepis: Sien-taj piao-čun Chan-jü), která je z lexikálně-gramatického hlediska založena na vzorových dílech napsaných jazykem paj-chua, z hlediska fonetického založena na pekingském dialektu a jejímž základem je severní dialektická skupina (někdy nazývaná jako mandarínština). Dle názoru některých badatelů není čínština jednotným jazykem, ale sestává z několika menších jazyků. Často je uváděn počet 7 podle sedmi velkých skupin dialektů (viz dále). Vzhledem k tomu, že tyto dialekty se v mnoha zásadních charakteristikách shodují, je tento názor přes svou rozšířenost sporný, zvláště připočteme-li skutečnost, že jazyky jsou definovány i mimojazykovými skutečnostmi, např. kulturními a politickými.
Úřední forma (norma) tohoto jazyka se v Čínské lidové republice nazývá pǔtōnghuà, obecně srozumitelný jazyk (TZ: 普通話 ZZ: 普通话, český přepis: pchu-tchung-chua), v Čínské republice na Tchaj-wanu guóyǔ, národní jazyk (TZ: 國語 ZZ: 国语, český přepis: kuo-jü) a v Singapuru huáyǔ, tj. „čínský jazyk“ (TZ: 華語 ZZ: 华语, český přepis: chua-jü).
Kromě výše uvedené moderní standardní čínštiny užívají rodilí mluvčí celou řadu více či méně příbuzných dialektů, které lze dle různých kritérií dělit do několika skupin, nicméně platí, že moderní standardní čínština v současné době funguje jako dorozumívací prostředek mezi mluvčími odlišných nářečních skupin bez ohledu na to, že výslovnost jednotlivých slabik je do určité míry ovlivněna rodným nářečím mluvčího a s výslovností přesně podle stanovené normy se lze setkat pouze v omezené míře, např. ve sdělovacích prostředcích nebo ve školách u pedagogů speciálně cvičených pro výuku čínského jazyka. Čínský ekvivalent pro čínštinu Hànyǔ odkazuje obecně k jazyku národa Hanů a je neutrální z hlediska psanosti či mluvenosti. Především k psané čínštině odkazuje pojem Zhōngwén, k čínštině mluvené pak Zhōngguóhuà (TZ: 中國話 ZZ: 中国话, český přepis: Čung-kuo-chua). Srovnej významy morfémů, které jsou v pojmech obsaženy: yǔ 语 'jazyk coby systém', wén 文 'text, psaný jazyk', huà 话 'řeč').
Čínština se zapisuje čínskými znaky, které mohou být přečteny v jakékoli výslovnosti, tj. v kterémkoli dialektu. Bez ohledu na jednotlivé čínské dialekty se valná většina textů píše současným spisovným jazykem (TZ: 現代書面語 ZZ: 现代书面语 pinyin: xiàndài shūmiànyǔ, český přepis: sien-taj šu-mien-jü), vycházejícím z jazyka paj-chua, jehož základem je severní dialektická skupina. K zápisu se na pevninské Číně užívá zjednodušených čínských znaků nebo čínské hláskové abecedy nazývané pchin-jin, na Tchaj-wanu se užívá tradičních (nezjednodušených) čínských znaků.
Pro severní dialektickou skupinu se někdy nesprávně užívá anglicismus mandarínština. Nejedná se tak o současnou standardní čínštinu. I v anglicky mluvících zemích se pomalu upouští od zavádějícího pojmu Mandarin Chinese, který je v akademických kruzích nahrazován pojmem Modern Standard Chinese.

## Typologická charakteristika
Čínština se z typologického pohledu definuje pomocí tří charakteristik:
Analytický jazyk
Čínština coby analytický jazyk využívá k vyjádření vztahů mezi slovy ve větě především dva prostředky: (1) slovosled a (2) gramatická slova. Jednotlivá slova nemění svůj tvar jako ve flektivních jazycích (např. v češtině).
Slabičný jazyk
V čínštině se kryje hranice morfému s hranicí slabiky. Pojmem morfém, čínsky 语素 (yǔsù), se zde označuje nejmenší jazyková jednotka, která spojuje rovinu významovou a rovinu výrazovou a je nedělitelná na další jednotky, které by měly význam a výslovnost. Až na pár výjimek si nelze představit hlásku, která by byla realizovatelná mimo slabiku.
Tónový jazyk
Každá slabika je realizována v určitém tónu (= hlasová melodie, doprovázející výslovnost celé slabiky). Tón nese význam a je neoddělitelnou součástí slabiky.

## Genealogická charakteristika
Existuje více klasifikací čínštiny na základě jejích genealogických (příbuzenských) vztahů s jinými jazyky.
Do současnosti velmi rozšířená i mezi čínskými badateli je tzv. francouzská klasifikace, jejímž autorem je Henri Maspero. Za základ své klasifikace si Maspero vzal vnější podobu sinických jazyků, tj. jazyků, které se po vnější stránce podobají čínštině. Nejprve všechny sinické jazyky rozdělil na monotónické (sem patří jazyky austronéské a jazyky mon-khmérské) a polytónické. Polytónické jazyky dále rozdělil podle slovosledu ve větě na SVO (subject–verb–object = podmět–sloveso–předmět, do této skupiny patří sino-thajské jazyky) a SOV (subject–object–verb = podmět–předmět–sloveso, do této skupiny patří tibetobarmské jazyky). Jazyky typu SVO nakonec ještě rozdělil podle pořadí přívlastku a slova určovaného na HA (head–attribute = slovo určované – přívlastek, patří sem jazyky thaj-annamské) a AH (attribute–head = přívlastek – slovo určované, patří sem čínština). Tato klasifikace je diskutabilní. Typologická kritéria se totiž mohou v průběhu historie měnit. Z monotónických jazyků se mohou stát polytónické: Předpokládá se, že v čínštině se tóny vyvinuly až později, z původních sufixů. Stejně tak slovosled není neměnný: Zatímco klasická čínština měla slovosled SVO, moderní čínština používá i slovosled SOV.
Jiná klasifikace čínštiny pochází od Paula Benedikta ze 70. let 20. století. Vychází ze základního dělení sinických jazyků do tří skupin: (1) austroasijská rodina zahrnuje jazyky mon-khmérské, vietnamštinu, miao, yao a jazyk munda. Mezi (2) austronéské a thajské jazyky patří jazyky Polynésie, Indonésie, malajština a thajština. (3) sinotibetské jazyky se dělí na čínštinu a jazyky tibetobarmské, které zahrnují tibetštinu a jazyky lolobarmské, což jsou jazyk lolo (někdy označovaný yi) a barmština.
Této Benediktově klasifikaci odpovídají i glotochronologické výzkumy, které prováděl v Petrohradě profesor Jachontov. Ty jsou založené na předpokladu, že změny ve slovní zásobě probíhají konstantní rychlostí u všech jazyků. Zkoumá se vždy procento shody ve slovní zásobě určitých jazyků.

## Jazyky

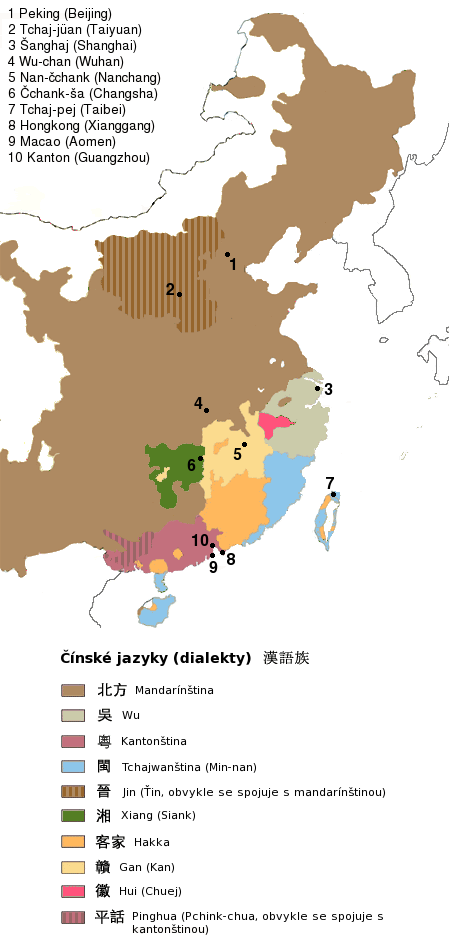
Rozmístění čínských jazyků (dialektů) na mapě

Čínské jazyky (dialekty) se v psané formě mohou lišit odlišnou preferencí některých znaků (to platí v menší míře i o podobnosti čínštiny se zcela odlišným jazykem – japonštinou), ale též je v některých dialektech užíváno mnoho znaků unikátních, které se ve standardní čínštině neobjevují. Tyto znaky však mohou mít v každém čínském dialektu odlišnou výslovnost. Mluvené formy dialektů jsou si mnohdy nesrozumitelné a to i ve stejných skupinách. Jihozápadní čínština vs. pekingská čínština, popř. šanghajština a ningpoština (oba spadají pod dialekty Wu).
Čínština se obvykle dělí na 7 jazykových skupin, což je převážně založeno na odlišném vývoji znělých iniciál ze staré čínštiny:
1. Severočínské dialekty – 960 miliónů mluvčích (tj. převážná většina mluvčích i území mimo jihovýchodní oblast), pro mnohé mluvčí jiných dialektů je to společný dorozumívací jazyk; na těchto nářečích je založena standardní čínština, úřední jazyk ČLR, Tchaj-wanu i Singapuru
2. Wu (nejznámějším dialektem wu je šanghajština – cca 10 miliónů mluvčích) – 80 miliónů mluvčích v Šanghaji a okolí
3. Min (též známý jako fuťienský dialekt) – 70 miliónů mluvčích zejména v jihovýchodní provincii Fu-ťien a na Tchaj-wanu
4. Jüe – 60 miliónů mluvčích v jihovýchodní provincii Kuang-tung. Zahrnuje kantonštinu, což je nejobvyklejší jazyk zámořských čínských komunit a úřední jazyk Hongkongu
5. Siang – 40 miliónů mluvčích
6. Hakka – 35 miliónů mluvčích roztroušených po Číně, Tchaj-wanu i celém světě
7. Kan – 25 miliónů mluvčích

Jazykový atlas Číny z roku 1987 rozeznává ještě tyto skupiny:
1. Ťin – 45 milionů mluvčích (často se spojuje se severočínskými dialekty)
2. Chuej – 4,6 milionu mluvčích (často se spojuje s wu)
3. Pching-chua – 2 miliony mluvčích (často se spojuje s jüe)

Kromě dialektů čínštiny se na území Číny používá řada dalších jazyků, o jejichž odlišnosti od čínštiny se nepochybuje. Čtyři z nich mají oficiální status menšinového jazyka: tibetština, mongolština, ujgurština a čuangština.

## Historie čínštiny
Periodizace dějin čínského jazyka podle profesora Wang Liho:
1. stará čínština (polovina 2. tisíciletí př. n. l. – 3./4. stol. n. l.). Starou čínštinu je záhodno rozdělit na:
  - čínština nápisů na věštebných kostech (1200–1000 př. n. l.),
  - předklasická čínština (1000–500 př. n. l.), *
  - klasickou čínštinu (500–200 př. n. l.) a
  - poklasickou čínštinu (200 př. n. l. – 200 n. l.),
2. střední čínština (4. stol. – 12./13. stol.), kterou je možno rozčlenit na dvě přibližně stejně dlouhá období,
3. nová čínština (13. stol. – 19. stol.)
4. současná čínština (od r. 1919).

Toto dělení je však jen rámcové a existuje řada jiných periodizací, založených na jiných kritériích a vykazujících větší či menší přesnost.

## Fonetika a fonologie, tóny

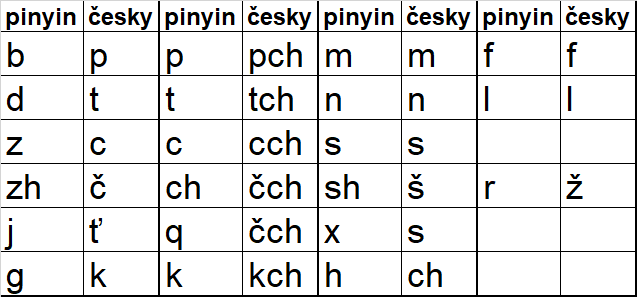
Tabulka iniciál v Čínštině - přepis z pinyinu do češtiny

Základní fonologickou jednotkou je v čínštině slabika. Tři základní části čínské slabiky jsou: (1) iniciála (2) finála (3) tón. Iniciál je v současné standardní čínštině 21, s nulovou iniciálou 22 (v pinyinu: b, p, m, f, d, t, n, l, g, k, h, z, c, s, zh, ch, sh, r, j, q, x). Finál je 36 (v pinyinu: a, o, e, ai, ei, ao, ou, an, en, ang, eng, i , ia, ie, iao, iu, ian, in, iang, ing, u, ua, uo, uai, ui, uan, un, uang, ueng, ong, u, ue, uan, un, iong + i, er). (Finálu lze ještě dále dělit na mediálu a subfinálu neboli rým, který se ještě dělí na centrálu a terminálu). Tóny jsou 4 (vysoký/rovný, stoupavý, hluboký, klesavý), s nulovým 5. Z toho vyplývá, že v čínštině je poměrně omezený počet slabik.

## Více o tónování
Čínština, podobně jako další jazyky východní a jihovýchodní Asie (thajština, vietnamština, tibetština, barmština atd.), patří mezi tzv. tónové jazyky. Znamená to, že každá slabika se vyslovuje s určitou intonací, která může měnit význam. Tónový systém je velmi odlišný u severních dialektu včetně oficiálního pekingského (pǔtōnghuà) a u dialektů jižní a střední části Číny jako například Hongkong.
V pekingském dialektu existují 4 intonace, označované číslem nebo diakritikou nad samohláskou:
1. rovná, vysoká, značí se rovnou čárou, v jedné tónině
2. stoupavá ze středních do vysokých poloh (podobně jako intonace otázky v češtině), značí se čárkou stoupající doprava, otázková
3. stoupavá z hlubokých do středních poloh se silným důrazem na hluboké (připomíná překvapivé přeptávání se v češtině typu „Cože?!!!“), značí se háčkem
4. klesavý z vysokých do hlubokých poloh (připomíná ostrý rozkaz v češtině), značí se čárkou klesající doprava

Klasickým příkladem je slabika „ma“ –
- „ma1“ znamená matka, 妈,
- „ma2“ konopí, 麻,
- „ma3“ – kůň, 马,
- „ma4“ – nadávat, spílat, hubovat, 骂.

Věta „matka nadává koni“ by se tedy řekla „ma1 ma4 ma3“, pomocí jedné slabiky s různými intonacemi. Dalším příkladem je například slabika „yi“:
- yi1 – jedna (číslovka), 一,
- yi2 – obřad, 仪,
- yi3 – myslet (v moderní čínštině velmi používané slovo, součást mnoha složených slov a frekventované pomocné sloveso), 以,
- yi4 – sto milionů (číslovka a synonymum pro „hodně“), 亿.

Důležité je, že v pekingské čínštině není tónování založené na různých výškových úrovních, nejde o absolutní tóny, ale relativní, neboť výška hlasu je u lidí relativní a vysoký tón v podání urostlého horníka se zakouřenými plícemi bude v každém případě mnohem níž, než nízký tón v podání šestnáctileté dívky. Spíše jde o relativní vztahy – první tón je rovný a vyšší, než třetí, čtvrtý začíná vysoko a končí nízko atd. Proto je při učení se čínštině důležité nejen naučit se rozpoznat tón v izolovaném slově (například na nahrávkách se slovy ve čtyřech tónech za sebou), ale co nejdříve naučit se rozlišovat je v běžném rychlém hovoru.
V mnoha čínských dialektech je tomu jinak, například v šanghajském existuje „absolutně vysoký“ x „absolutně nízký“ tón.
Tónování není neměnné, frekventovaná slova jako například číslovka „yi1“ (jeden) nebo záporka „bu4“ se mohou vyslovovat v jiném tónu podle toho, jaké slovo následuje, aby se celé spojení vyslovovalo snáze – např. před slovem ve 4. tónu se yi1 mění na yi2 (zkuste vyslovit oboje a ucítíte, že 2. a 4. tón po sobě se vyslovují mnohem lépe a snáze). Při rychlé mluvě se někdy tóny u nepřízvučných slov zcela ztrácejí, což rodilým mluvčím nevadí, jelikož jejich význam pochopí z kontextu.
Kromě slovní intonace existuje v čínštině i větná intonace, jak ji známe z evropských jazyků – celková stoupavá intonace při otázce atd. Skloubit tyto dva prvky činí cizincům, kteří se učí čínsky, velké potíže, protože se často naučí velmi obstojně rozpoznat tóny v hovoru a používat čtyři základní intonace, ale nedokážou si je natolik „zpřirozenit“, že zvládnou i větné intonace. Podle toho také Číňané dokážou podle sluchu velmi dobře poznat cizince.
I přes systém intonací existuje v čínštině velké množství slov, která se vyslovují stejně včetně intonace, ale zapisují se jiným znakem s odlišným významem, tzv. homonym. Například ji1 může být „slepice“, 鸡, ale také například „základ“, 基. V mluvě se tento problém řeší používáním většinou jednoznačných složených slov (i když i tady existují úplná homonyma). Ale studentům čínštiny to může činit problémy ve chvíli, když už mají nějaký komunikační základ, ale chybí jim dostatečně velká slovní zásoba na to, aby si z kontextu mohli vždy domyslet ten správný význam.
Co se týče učení se tónům, spíše než otázka sluchu nebo schopností je to otázka vytrvalosti a zvyku, při pravidelném tréninku to zvládá každý, kdo má o čínštinu zájem.
Zajímavé je, že díky používání významotvorných intonací mají Číňané průměrně vytříbenější hudební sluch než Evropané, a je mezi nimi i vyšší procento lidí s tzv. absolutním sluchem (schopností napevno si zapamatovat výšku určitého tónu).

## Čínské znakové písmo
Nejstarší doklady čínských znaků pocházejí už z 2. tisíciletí př. n. l., přesněji od roku cca 1200 př. n. l. Od té doby samozřejmě čínské písmo doznalo řadu výrazných změn.
Čínský znak se většinou vztahuje k jedné jazykové jednotce, která je vždy sepětím zvukové formy a významu. V drtivé většině případů odpovídá jeden znak jedné slabice na úrovni fonetické, a zpravidla i morfému na úrovni jazykové. Vzhledem k tomu, že stará čínština byla jazyk, v němž většina slov čítala jeden morfém, lze říci, že jeden znak odpovídal jednomu slovu. Tato situace je dnes však diametrálně odlišná. Stává se poměrně často, že jeden znak má více čtení a naopak pro jednu slabiku s jedním významem může být více možností zápisu znakem. Výslovnost jediného znaku se může v různých dialektech lišit, avšak význam, který je konvenčně k znaku vázán, zůstává stále stejný, proto se Číňané znalí písma pocházející z různých oblastí mezi sebou písemnou formou dorozumějí, přestože v mluveném projevu mohou nastat potíže.
Znak se téměř vždy skládá z více součástek a zpravidla (v 90% případů) se znaky skládají z dvou základních součástí:
- fonetikum naznačuje výslovnost a
- radikál naznačuje významovou kategorii).

Nejstarší, piktografický typ znaků stylizovaně zobrazuje věc, kterou označuje (např. slunce, měsíc, strom apod.). Tento druh je však od nejstarší doby v naprosté menšině a dnes je jeho zastoupení téměř nulové. Existují dvě varianty čínských znaků:
- nové (zjednodušené), zavedené reformou ve 20. století, které se používají v pevninské Číně a v Singapuru a
- tradiční (složité), které se používají na Tchaj-wanu, v Hongkongu a v zahraničních čínských komunitách.

## Transkripce čínštiny
Transkripce je způsob, jak jedním písmem, zpravidla abecedou, např. latinkou, zapsat znaky jiného písma, zde čínských znaků. Transkripcí čínštiny se od doby, kdy se první Evropané začali učit čínsky, vyvinulo značné množství. Pro českého čtenáře či pisatele jsou dnes aktuální zejména dvě, což má za následek různé zmatky a nepřesnosti.
- V české literatuře, uměleckých textech i části médií se často setkáme se standardním českým přepisem z r. 1951, jehož autorem je Oldřich Švarný. Poměrně přesně vystihuje výslovnost čínštiny a protože je založen na české výslovnosti písmen (např. „ch“ se v něm čte jako „ch“, a ne jako anglické „č“), jeho čtení nedělá českému čtenáři problém, pro cizince včetně Číňanů však není použitelný.
- Ve sféře médií, hospodářství a politice při mezinárodním styku je praktické následovat příkladu zahraničí, kde se již dlouhá léta používá oficiální čínská transkripce pchin-jin, kterou pro přepis čínštiny do latinky vyvinuli v ČLR. Některá slova psaná v pinyinu se čtou jinak, než bychom čekali na základě zvyklostí z češtiny a evropských jazyků: např. qin přečteme ne jako „kvin“, ale jako čchin, xie jako sie, jia jako ťia.
- V anglických textech se ještě můžeme setkat s Wade-Gilesovou transkripcí, která se používala jako nejčastější přepis v anglofonních zemích do doby, než se jako mezinárodní standard prosadil pinyin.

Uveďme jeden příklad. Hlavní město ČLR „Peking“ se píše znaky 北 a 京, jejichž význam je „sever“ a „hlavní město“. Ve standardní čínštině zapsané
- českou transkripcí dostaneme tvar „Pej-ťing“ a
- v pchinjinu to samé slovo vypadá jako „Beijing“.

Stojí za zmínku, že světovými médii pomalu opouštěný „Peking“ je pozůstatkem starších transkripcí z 18. století, kdy se tento název skutečně vyslovoval zhruba jako „Pak-king“ i v severních dialektech (dnes se tak vyslovuje pouze v jižních, v severních došlo k tzv. posunu, např. ki → ťi atd.)

## Příklady

### Číslovky
| Znaky | St. čínština | Česky |
| 一    | yī           | jeden |
| 二    | èr           | dva   |
| 三    | sān          | tři   |
| 四    | sì           | čtyři |
| 五    | wǔ           | pět   |
| 六    | liù          | šest  |
| 七    | qī           | sedm  |
| 八    | bā           | osm   |
| 九    | jiǔ          | devět |
| 十    | shí          | deset |

## Vzorový text

### Všeobecná deklarace lidských práv
| čínsky (tradičně)     | 人人生而自由，在尊嚴和平等權利。他們賦有理性和良心，並應在相互友愛精神。                                                                       |
| čínsky (zjednodušeně) | 人人生而自由，在尊严和平等权利。他们赋有理性和良心，并应在相互友爱精神。                                                                       |
| pinyin                | Rén rén shēng ér zìyóu， zài zūnyán hé píngděng quánlì. Tāmen fùyǒu lǐxìng hé liángxīn， bìng yīng zài xiānghù yǒu'ài jīngshén.                |
| český přepis          | Žen žen šeng er c'-jou, caj cun-jen che pching-teng čchüan-li. Tcha-men fu-jou li-sing che liang-sin, ping jing caj siang-chu jou-aj ťing-šen. |
| česky                 | Všichni lidé se rodí svobodní a sobě rovní co do důstojnosti a práv. Jsou nadáni rozumem a svědomím a mají spolu jednat v duchu bratrství.     |

### Sesterské projekty
- Obrázky, zvuky či videa k tématu čínština na Wikimedia Commons | Čínská edice Wikislovníku , svobodného slovníku/tezauru |
- Téma Čínština ve Wikicitátech
- Slovníkové heslo čínština ve Wikislovníku
- Kategorie Čínština ve Wikislovníku
- Úložiště vzdělávacích materiálů Čínština ve Wikiverzitě
- Kategorie Čínština ve Wikiknihách

### Webové stránky
- www.cinsky.cz – stránky se slovníkem a automatickou tabulkou pro převod mezi českou a čínskou transkripcí (pchin-jinem)
- www.cinstina.cz – stránky s podrobným popisem čínštiny a čínských znaků
- www.hua2.cz – stránky s informacemi o čínštině a jazykovými nástroji
- Čínsko-český slovník online
- Stručná čínská konverzace volně k tisku – znaky i transkripcí pchin-jin – také online
- Videolekce čínštiny na rtbot.net (některé se známými osobnostmi) Archivováno 13. 8. 2014 na Wayback Machine.